# Batalla del paso Mang Yang

Guerra de Indochina, 1954

La batalla del Paso Mang Yang o batalla de An Khe u operación Eglantine es el nombre que se le dio a una serie de enfrentamientos entre las tropas coloniales y el Viet Minh durante la guerra de Indochina en junio y julio de 1954. 
Una unidad francesa intentó retirarse por tierra a una base mejor defendida, pero fue destruida casi por completo en varias emboscadas del Viet Minh.

## Antecedentes
En la región del Altiplano Central, la presencia francesa consistía en tres Groupes Mobiles (GM). Cada una estaba estacionada en bases diferentes. GM 42 estaba estacionado en Pleiku, GM 41 en Ban Me Thuot y GM 100 en An Khe. El Viet Minh local, que tenía en esa región fuerzas equivalentes a 10 batallones, había tomado la iniciativa desde la cancelación de la Operación Atlante y estaba aislando cada vez más a las fuerzas francesas entre sí. Los Viet Minh pudieron cortar por tierra la Ruta Coloniale 19 desde An Khe a Pleiku a través de emboscadas en verano de 1954. An Khe siguió aun así recibiendo provisiones por vía aérea.
Después de la batalla de Điện Biên Phủ, los líderes franceses en torno al nuevo comandante Paul Ély temieron que otro puesto avanzado fuese sitiado. Como resultado, el Groupe Mobile 100 fue ordenado a retirarse de An Khe, en las tierras altas centrales, al Pleiku, que estaba más seguro. Se trataba de desplazar la unidad unos 100 kilómetros por la Ruta Coloniale 19.
En esta operación, conocida como Operación Eglantine, el GM 100 fue apoyado por el GM 42, que tenía la misión de aproximarse al GM 100 desde Pleiku por la RC 19 el GM 100.

## Curso de operación
El Viet Minh ya había sido informado de las intenciones francesas el día anterior. Como resultado, se dio la orden de abandonar el GM 100 un día antes del plan previsto. La unidad se puso en movimiento en cuatro columnas sucesivas el día 24 de junio de 1954 por el RC 19. Tan pronto como se marcharon, los ataques del Viet Minh impidieron a la retaguardia cumplir con el horario estimado. En el kilómetro 15, las tropas francesas fueron emboscadas por el Viet Minh, lo que les obligó a abandonar sus vehículos y desplazarse a la zona próxima de la carretera a primeras horas de la mañana. Mientras tanto el GM 42 instaló un puesto de recepción en el kilómetro 22. El día 27 de junio, los dos grupos móviles pudieron unirse y marchar hacia Pleiku como estaba planeado. Después de otra grave emboscada en el paso de Mang Yang, los franceses supervivientes llegaron el día 28 de junio a Pleiku. Había perdido toda su artillería, 85 % de los vehículos y alrededor de la mitad de los soldados del GM 100. Los heridos, entre ellos el coronel al mando del GM 100 tuvieron que ser abandonados y fueron de esa manera hechos prisioneros por el Viet Minh.

## Historiografía
En la literatura vietnamita sobre la guerra de Indochina, la destrucción del GM 100, junto con las batallas de la Operación Atlante como la batalla de las Tierras Altas Centrales (Chien Dich Tay Nguyen), se consideró una operación coherente.